# 安卓亞·西拉塔
安卓亞·西拉塔（Andrea Hirata，1967年10月24日—），印尼小說家，處女作《天虹戰隊小學》是印尼暢銷榜冠軍。

## 生平
安卓亞·西拉塔出生於勿里洞島 ，但出生時間並未公開。安卓亞·西拉塔年少時期曾多次改名，最後他母親將他命名為安卓亞。
2005年，安卓亞·西拉塔出版處女作《天虹戰隊小學》（Laskar Pelangi ），故事以自身童年回憶為藍本。《天虹戰隊小學》之後成為印尼暢銷書榜冠軍，銷售量超過500萬冊. 。
2008年，《天虹戰隊小學》被改編為電影，並成為印尼史上最賣座的電影。